# Uwe Dittrich
Uwe Dittrich (* 17. Januar 1952 in Bremen) ist ein deutscher Politiker (CDU) und war Mitglied der Bremischen Bürgerschaft. 

## Biografie
Dittrich war als selbstständiger Elektromeister in Bremen tätig.
Er wurde Mitglied der CDU. In der Mittelstandsvereinigung (MIT) der CDU, Kreis Bremen, war er im Vorstand bzw. Vorsitzender. Er war von 1995 bis 1999 Mitglied der 14. Bremischen Bürgerschaft und dort Mitglied verschiedener Deputationen.